# Kostel blahoslavené Juliány z Collalta (Brtnice)
Kostel sv. Karla Boromejského a bl. Juliany de Collalto se nachází v horní části města Brtnice v areálu bývalého paulánského kláštera u zámku Brtnice. Kostel je filiálním kostelem římskokatolické farnosti Brtnice. Jde o jednolodní sálovou stavbu s trojbokým závěrem, zaklenutou čtyřpolovou křížovou klenbou. V kostele jsou novější dvě boční kaple s osmidílnou kupolí. Kostel má hranolovou věž s ochozem. Kostel je v rámci areálu kláštera chráněn jako kulturní památka České republiky.

## Historie
Kostel byl postaven před rokem 1630, vznikl přestavbou staršího luteránského kostela svatého Matouše, čímž si ponechal gotické znaky, největší změny vznikly přístavbou kaplí a kněžiště, na těchto změnách jsou silně patrné italské vlivy.
Původní kostel svatého Matouše byl postaven jako rodinná hrobka Hynkem Brtnickým z Valdštejna na konci 16. století, při rekatolizaci byl při založení kláštera nově zasvěcen Nanebevzetí Panny Marie. Byl barokně přestavěn italským architektem Giovannim Battistou Pieronim a začleněn do areálu nově postaveného konventu. Po zrušení kláštera za josefinských reforem na konci 18. století chátral a sloužil jako skladiště, odsvěcen byl v roce 1784. V roce 1831 byl obnoven a zasvěcen bl. Juliáně di Collalto a sv. Karlu Boromejskému. Juliána žila ve středověku v severoitalském klášteře a její relikvie se do Brtnice a do kostela dostala v roce 1914 díky rodu Collaltů, kteří do Brtnice přišli po bitvě na Bílé hoře. Před první světovou válkou byl v kostele vyměněn oltář, původní barokní byl odstraněn a byl upraven nový secesní oltář. Kostel byl na konci 20. století rekonstruován.
V kostele jsou instalovány varhany z roku 1740, ty postavil snad varhanář Semrád, posléze byly varhany dvakrát opraveny, poprvé v roce 1851 varhanářem Franzem Pistrichem z Třebíče a podruhé v roce 1888 Josefem Votrubou.